# Bahnstrecke Châteaubriant–Ploërmel
| Brücke über die Vilaine, um 1903 |                      |                                                      |                                                      |
| Streckennummer (SNCF): | 463 000              |                                                      |                                                      |
| Streckenlänge: | 94 km                |                                                      |                                                      |
| Spurweite: | 1435 mm (Normalspur) |                                                      |                                                      |
| Maximale Neigung: | 15 ‰                 |                                                      |                                                      |
| |                      |                                                      |                                                      |
| \| \| \| Kilometrierung vom alten Bahnhof Paris MP über Sablé \| \| \| \| \| Bahnstrecke Sablé–Montoir-de-Bretagne \| von Sablé \| \| \| \| Bahnstrecke Châteaubriant–Rennes \| aus Rennes \| \| \| 355,464 \| Châteaubriant ⊙ (71 m) \| Châteaubriant ⊙ (71 m) \| \| \| 356,0xx \| Bahnstrecke Nantes–Châteaubriant \| nach Nantes \| \| \| 356,280 \| Bahnstrecke Sablé–Montoir-de-Bretagne \| nach Montoir-de-B. \| \| \| \| Chère ⊙ \| \| \| \| 362,59x \| Ruffigné – St-Aubin-des-Châteaux (64 m) \| Ruffigné – St-Aubin-des-Châteaux (64 m) \| \| \| 367,996 \| Rougé ⊙ (53 m) \| Rougé ⊙ (53 m) \| \| \| 372,82x \| La Thébaudais (Depot) (76 m) \| La Thébaudais (Depot) (76 m) \| \| \| 376,21x \| Ercé – Teillay ⊙ (96 m) \| Ercé – Teillay ⊙ (96 m) \| \| \| 382,4xx \| La Robinais ⊙ (107 m) \| La Robinais ⊙ (107 m) \| \| \| 387,5xx \| Bain-de-Bretagne ⊙[1] (76 m) \| Bain-de-Bretagne ⊙[1] (76 m) \| \| \| 395,2xx \| Bahnstrecke Rennes–Redon ⊙ \| von Rennes \| \| \| 398,272 \| Messac – Guipry ⊙ (11 m) \| Messac – Guipry ⊙ (11 m) \| \| \| \| Bahnstrecke Rennes–Redon \| nach Redon \| \| \| 399,07x \| Vilaine \| (96 m) \| \| \| 401,7xx \| Guipry (35 m) \| Guipry (35 m) \| \| \| 405,955 \| Pipriac – Lohéac – Lieuron ⊙ (53 m) \| Pipriac – Lohéac – Lieuron ⊙ (53 m) \| \| \| 414,192 \| Maure-de-Bretagne ⊙ (44 m) \| Maure-de-Bretagne ⊙ (44 m) \| \| \| 419,15x \| Les Brulais ⊙ (62 m) \| Les Brulais ⊙ (62 m) \| \| \| 423,22x \| Aff ⊙ (24 m) \| Aff ⊙ (24 m) \| \| \| 425,162 \| Guer ⊙ (46 m) \| Guer ⊙ (46 m) \| \| \| 431,40x \| Porcaro ⊙ (43 m) \| Porcaro ⊙ (43 m) \| \| \| 438,21x \| Augan ⊙ (57 m) \| Augan ⊙ (57 m) \| \| \| \| Bahnstrecke Questembert–Ploërmel \| aus Questembert \| \| \| 449,4xx33,173 \| Ploërmel ⊙ (56 m) \| Ploërmel ⊙ (56 m) \| \| \| \| Bahnstrecke Ploërmel–La Brohinière \| nach La Brohinière \| |                      |                                                      |                                                      |
| Strecke (außer Betrieb) |                      | Kilometrierung vom alten Bahnhof Paris MP über Sablé | Kilometrierung vom alten Bahnhof Paris MP über Sablé |
| Strecke (außer Betrieb) |                      | Bahnstrecke Sablé–Montoir-de-Bretagne                | von Sablé                                            |
| Abzweig ehemals geradeaus und von rechts |                      | Bahnstrecke Châteaubriant–Rennes                     | aus Rennes                                           |
| Bahnhof | 355,464              | Châteaubriant ⊙ (71 m)                               | Châteaubriant ⊙ (71 m)                               |
| Abzweig geradeaus und nach links | 356,0xx              | Bahnstrecke Nantes–Châteaubriant                     | nach Nantes                                          |
| Abzweig ehemals geradeaus und nach links | 356,280              | Bahnstrecke Sablé–Montoir-de-Bretagne                | nach Montoir-de-B.                                   |
| Brücke über Wasserlauf (Strecke außer Betrieb) |                      | Chère ⊙                                              | Chère ⊙                                              |
| Bahnhof (Strecke außer Betrieb) | 362,59x              | Ruffigné – St-Aubin-des-Châteaux (64 m)              | Ruffigné – St-Aubin-des-Châteaux (64 m)              |
| Bahnhof (Strecke außer Betrieb) | 367,996              | Rougé ⊙ (53 m)                                       | Rougé ⊙ (53 m)                                       |
| Dienststation / Betriebs- oder Güterbahnhof (Strecke außer Betrieb) | 372,82x              | La Thébaudais (Depot) (76 m)                         | La Thébaudais (Depot) (76 m)                         |
| Bahnhof (Strecke außer Betrieb) | 376,21x              | Ercé – Teillay ⊙ (96 m)                              | Ercé – Teillay ⊙ (96 m)                              |
| Bahnhof (Strecke außer Betrieb) | 382,4xx              | La Robinais ⊙ (107 m)                                | La Robinais ⊙ (107 m)                                |
| Bahnhof (Strecke außer Betrieb) | 387,5xx              | Bain-de-Bretagne ⊙ (76 m)                            | Bain-de-Bretagne ⊙ (76 m)                            |
| Abzweig ehemals geradeaus und von rechts | 395,2xx              | Bahnstrecke Rennes–Redon ⊙                           | von Rennes                                           |
| Bahnhof | 398,272              | Messac – Guipry ⊙ (11 m)                             | Messac – Guipry ⊙ (11 m)                             |
| Abzweig ehemals geradeaus und nach links |                      | Bahnstrecke Rennes–Redon                             | nach Redon                                           |
| Brücke über Wasserlauf (Strecke außer Betrieb) | 399,07x              | Vilaine                                              | (96 m)                                               |
| Haltepunkt / Haltestelle (Strecke außer Betrieb) | 401,7xx              | Guipry (35 m)                                        | Guipry (35 m)                                        |
| Bahnhof (Strecke außer Betrieb) | 405,955              | Pipriac – Lohéac – Lieuron ⊙ (53 m)                  | Pipriac – Lohéac – Lieuron ⊙ (53 m)                  |
| Bahnhof (Strecke außer Betrieb) | 414,192              | Maure-de-Bretagne ⊙ (44 m)                           | Maure-de-Bretagne ⊙ (44 m)                           |
| Haltepunkt / Haltestelle (Strecke außer Betrieb) | 419,15x              | Les Brulais ⊙ (62 m)                                 | Les Brulais ⊙ (62 m)                                 |
| Brücke über Wasserlauf (Strecke außer Betrieb) | 423,22x              | Aff ⊙ (24 m)                                         | Aff ⊙ (24 m)                                         |
| Bahnhof (Strecke außer Betrieb) | 425,162              | Guer ⊙ (46 m)                                        | Guer ⊙ (46 m)                                        |
| Haltepunkt / Haltestelle (Strecke außer Betrieb) | 431,40x              | Porcaro ⊙ (43 m)                                     | Porcaro ⊙ (43 m)                                     |
| Bahnhof (Strecke außer Betrieb) | 438,21x              | Augan ⊙ (57 m)                                       | Augan ⊙ (57 m)                                       |
| Abzweig geradeaus und von links (Strecke außer Betrieb) |                      | Bahnstrecke Questembert–Ploërmel                     | aus Questembert                                      |
| Bahnhof (Strecke außer Betrieb) | 449,4xx33,173        | Ploërmel ⊙ (56 m)                                    | Ploërmel ⊙ (56 m)                                    |
| Strecke (außer Betrieb) |                      | Bahnstrecke Ploërmel–La Brohinière                   | nach La Brohinière                                   |

Die Bahnstrecke Châteaubriant–Ploërmel war eine französische Eisenbahnstrecke in Normalspur, die Châteaubriant im Département Loire-Atlantique mit Ploërmel im Département Morbihan verband. Die Strecke war eingleisig und nicht elektrifiziert, heute ist sie größtenteils ein Radwanderweg (Voie Verte). Sie bestand aus zwei Abschnitten; der östliche führte von Châteaubriant über Rougé und Bain-de-Bretagne bis nördlich von Messac (Ille-et-Vilaine), der westliche vom Bahnhof Messac – Guipry über Maure-de-Bretagne nach Ploërmel. Dazwischen wurde auf etwa drei Kilometern die ältere und 2015 noch existierende Bahnstrecke Rennes–Redon mitbenutzt. In Guer wurde das Ausbildungszentrum Militärschule Saint-Cyr und die dortigen Truppenübungsplätze angeschlossen.

## Geschichte
Eine Bahnverbindung zwischen Châteaubriant und Ploërmel, über oder nahe vorbei an Bain und Messac, war als Nummer 66 im Plan Freycinet vom 17. Juli 1879 enthalten. Genau vier Jahre später wurde die Konzessionsvereinbarung für eine Reihe von Strecken, darunter dieser, mit der Compagnie des chemins de fer de l'Ouest (Ouest) unterzeichnet und am 20. November 1883 per Gesetz bestätigt. Der östliche Abschnitt wurde am 9. August 1896 in Betrieb genommen. Der Teil von Messac nach Ploërmel folgte am 5. April 1903.
Der Personenverkehr endete zwischen Châteaubriant und Messac am 2. Oktober 1938, am 6. März 1939 auf dem Ast nach Ploërmel.
Auch der Güterverkehr verschwand in Schritten. Der Abschnitt von La Thébaudais bis zum Abzweig bei Messac wurde am 12. November 1954 stillgelegt. Am 19. Oktober 1967 folgte Guer–Ploërmel. Zwischen Thébaudais und Rougé war am 29. Oktober 1970 Schluss. Das westliche Reststück bis Guer hielt noch bis zum 9. Dezember 1992 durch, zwischen Chateaubriant und Rougé und damit auf dem letzten Teil der Strecke war der Zug am 18. Juli 2000 endgültig abgefahren.

## Spuren

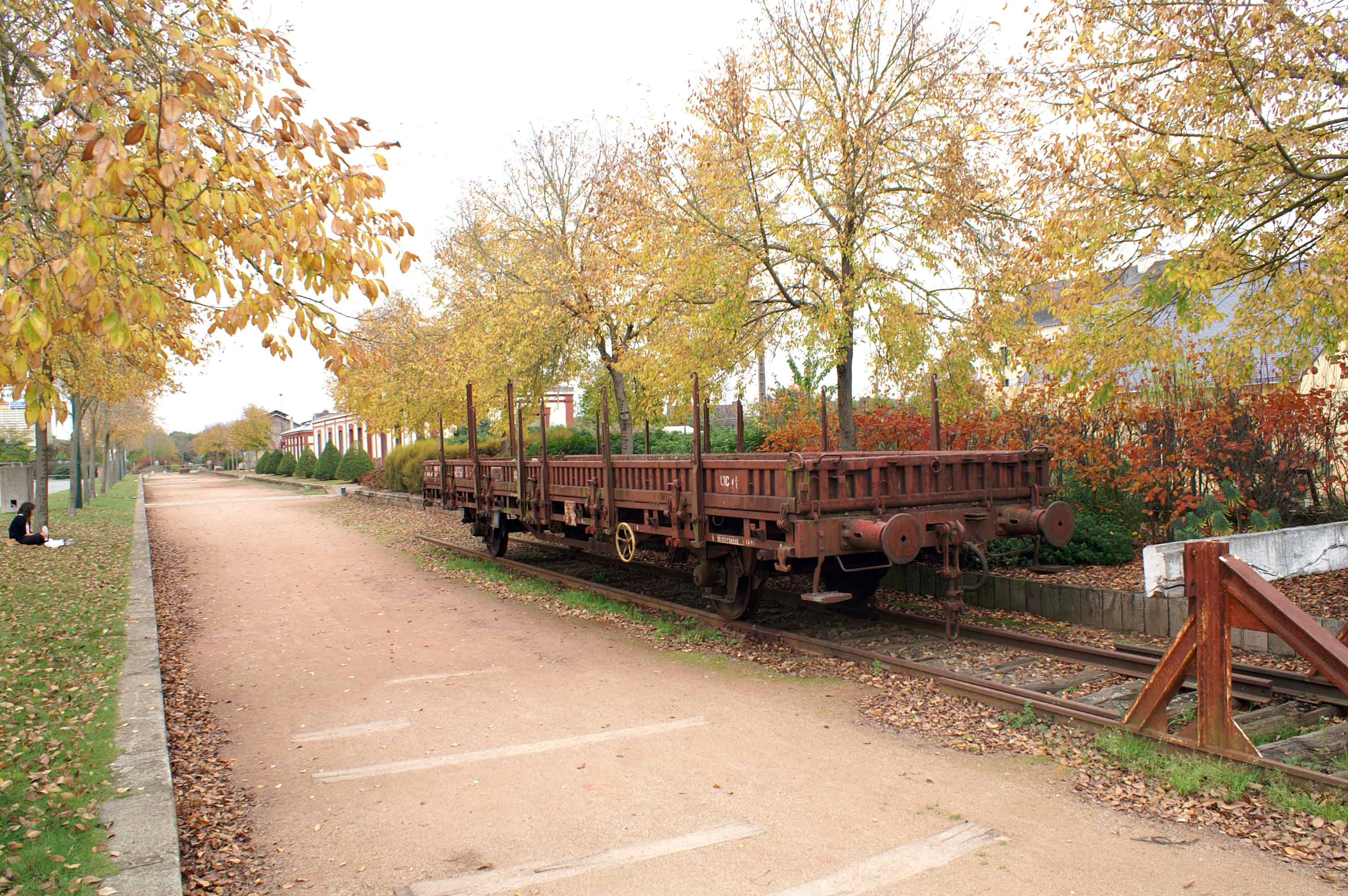
Ehemaliger Gleisbereich in Ploërmel mit zur Erinnerung an die Bahn aufgestellten Wagen

Der Bahnhof Châteaubriant sowie die Bahnstrecke Rennes–Redon einschließlich des gemeinsam genutzten Abschnittes und des Bahnhofes Messac – Guipry sind weiter in Betrieb (Stand: November 2015).
Die restlichen Gleise sind komplett abgebaut, ein Großteil der Strecke ist zum Radwanderweg geworden und noch als ehemalige Bahntrasse mit Dämmen, Einschnitten und weiten Kurven erkennbar. Das größte Ingenieurbauwerk der Strecke, die Brücke über die Vilaine bei Guipry, ist ebenfalls als Teil des Radwanderweges erhalten.
Der Bahnhof Bain-de-Bretagne ist heute Wohnhaus, am Weg steht noch ein Bahnsteighäuschen. Der Bahnhof von Guer ist heute Touristeninformation, der erhaltene Wasserturm dort trägt die Feuerwehrsirene. Auch die Empfangsgebäude in Porcaro und Augan sind im Privatbesitz erhalten. Der Bahnhof Ploërmel beherbergt eine Berufsschule für Kunsthandwerker.